# Заречово
Заре́чово (укр. Зарічово) — село в Перечинской городской общине Ужгородского района Закарпатской области Украины.
Население по переписи 2001 года составляло 2283 человека, в 2024 году составляло 2110 человек. Почтовый индекс — 89212. Телефонный код — 3145. Занимает площадь 3,28 км².

## История

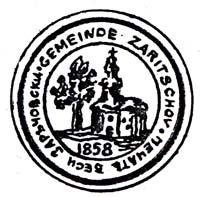
Печать села Заречово. 1858 г.

Первое упоминание о селе относится к 1551 году. В латинском тексте говорится о «прибытии Зарича в Унги». Название происходит от того, что село расположено за рекой Уж. В 1828 году здесь проживало 1243 человека греко-католического и 17 — иудейского вероисповедания. По географическому словарю Венгрии (1839) первых насчитывалось 1206, а вторых — 25. В 1891 году в селе проживало 1502 человека, а через 90 лет — в 1981—2253.
На печати села изображена церковь (по-видимому, церковь села), рядом высокое дерево. Надпись на немецком и церковно-славянском языках: («Община Заричоф»), «Печать веси Заричовския».

### Известные уроженцы
- Гарайда, Иван Андреевич — просветитель карпатских русинов.